# Diocèse de Hung Hoa
Le diocèse de Hung Hoa (Dioecesis Hung Hoaensis) est un territoire ecclésiastique de l'Église catholique romaine au Viêt Nam suffragant de l'archidiocèse d'Hanoï. Son siège est à la cathédrale Sainte-Thérèse-de-l'Enfant-Jésus de Trung, dans la commune de Sontay (ancienne province de Hà Tây). Le diocèse comptait 205 020 baptisés sur 6 581 000 habitants en 2006, avec trente-cinq prêtres répartis dans 73 paroisses.

## Historique
Le vicariat apostolique du Tonkin supérieur est fondé le 15 avril 1895, recevant son territoire du vicariat du Tonkin occidental (aujourd'hui archidiocèse d'Hanoï). Il est administré à l'origine par les prêtres des Missions étrangères de Paris.
Il prend le nom de vicariat apostolique de Hung Hoa, le 3 décembre 1924 et il est élevé au statut de diocèse, le 24 novembre 1960, par le décret Venerabilium Nostrorum de Jean XXIII.
Le diocèse est en butte à une répression administrative de la part des autorités civiles depuis plusieurs dizaines d'années.

## Ordinaires
- Paul-Marie Ramond, mep, 18 avril 1898 - 21 mai 1938, démission
- Gustave-Georges-Arsène Vandaele, mep, 21 mai 1938 - 21 novembre 1943, décédé
- Jean-Marie Mazé, mep, 11 janvier 1945 - 24 novembre 1960, démission
- Pierre Nguyên Huy Quang, 5 mars 1960 - 14 novembre 1985, décédé
- Joseph Phan Thé Hinh, 14 novembre 1985 - 22 janvier 1989, décédé
- Joseph Nguyên Phung Hiêu, 3 décembre 1990 - 9 mai 1992, décédé
  - Siège vacant: 1992-2003
- Antoine Vu Huy Chuong, 5 août 2003 - 1er mars 2011, nommé évêque de Da Lat
- Jean-Marie Vu Tât (vi), 1er mars 2011  - 29 août 2020
- Dominic Hoang Minh Tien (vi), depuis le 18 décembre 2021

## Statistiques
| année | baptisés | population totale | pourcentage de baptisés | paroisses | catholiques par prêtre | religieuses | paroisses |
| ----- | -------- | ----------------- | ----------------------- | --------- | ---------------------- | ----------- | --------- |
| 1962  | 70 181   | 1 920 000         | 3,7 %                   | 32        | 2193                   | 34          | 23        |
| 1979  | 100 000  | 5 000 000         | 2,0 %                   | 25        | 4000                   |             | 34        |
| 1993  | 172 450  | 7 384 600         | 2,3 %                   | 17        | 10144                  | 65          | 40        |
| 2000  | 182 346  | 6 042 285         | 3,0 %                   | 18        | 10130                  | 84          | 73        |
| 2001  | 191 245  | 7 145 623         | 2,7 %                   | 16        | 11952                  | 97          | 76        |
| 2002  | 196 417  | 7 161 872         | 2,7 %                   | 17        | 11553                  | 102         | 77        |
| 2003  | 197 436  | 6 352 194         | 3,1 %                   | 24        | 8226                   | 102         | 73        |
| 2004  | 198 000  | 6 350 000         | 3,1 %                   | 24        | 8250                   | 112         | 73        |
| 2006  | 205 020  | 6 581 000         | 3,1 %                   | 35        | 5857                   | 142         | 73        |
| 2013  | 235 500  | 7 263 000         | 3,2 %                   | 71        | 3316                   | 246         | 94        |